# Gemeinschaftsaufgabe Verbesserung der regionalen Wirtschaftsstruktur
Die Verbesserung der regionalen Wirtschaftsstruktur ist Aufgabe der Länder. An dieser Aufgabe wirkt der Bund gemäß Artikel 91a des Grundgesetzes für die Bundesrepublik Deutschland mit, wenn sie für die Gesamtheit bedeutsam und die Mitwirkung des Bundes zur Verbesserung der Lebensverhältnisse erforderlich ist. Zur Verbesserung der regionalen Wirtschaftsstruktur werden folgende Maßnahmen von Bund und Ländern gemeinschaftlich wahrgenommen:
1. investive Förderung der gewerblichen Wirtschaft bei Errichtung, Ausbau, Umstellung oder grundlegender Rationalisierung von Gewerbebetrieben,
2. investive Förderung der wirtschaftsnahen Infrastruktur, soweit sie unmittelbar für die Entwicklung der regionalen Wirtschaft erforderlich ist,
3. nichtinvestive und sonstige Maßnahmen zur Stärkung der Wettbewerbsfähigkeit von Unternehmen, zur regionalpolitischen Flankierung von Strukturproblemen und zur Unterstützung von regionalen Aktivitäten, soweit sie unmittelbar für die Entwicklung der regionalen Wirtschaft erforderlich sind,
4. Evaluierung der Maßnahmen und begleitende regionalpolitische Forschung.

## Geschichte
Die ersten Maßnahmen zur Wirtschaftsförderung – Kabinettsbeschluss vom 3. Juli 1951: Abgrenzung der Sanierungsgebiete – enthielt ein 100-Millionen-DM-Förderprogramm, dem der Bundestag am 2. Juli 1953 zustimmte. Als Sanierungsgebiet wurden hierbei die sogenannten Notstandsgebiete und das sogenannte Zonenrandgebiet bezeichnet. Zwischen 1954 und 1959 wurden diese Gebiete in dem neuen „regionalen Förderungsprogramm der Bundesregierung“ zusammengefasst.
Beschränkte sich die Wirtschaftsförderung – bis zur Verabschiedung vorgenannter Gesetze – auf zinsverbilligte Kredite, so wurden nunmehr Investitionszulagen bzw. -zuschüsse für die einzelnen Investitionen gewährt. Dieses hatte für den Unternehmer steuerliche Vorteile, gleichzeitig wurde mit dieser Art der Förderung – bei gleich hohem Einsatz der verfügbaren Finanzmittel – eine wesentlich zielgenauere Förderung erreicht.
Der eigentliche Durchbruch der GRW erfolgte 1968, als das BMWi Vorschläge zur Intensivierung und Koordinierung der regionalen Strukturpolitik erarbeitete, die im Investitionszulagengesetz mündeten und im Gesetz über die Gemeinschaftsaufgabe „Verbesserung der regionalen Wirtschaftsstruktur“, kurz GRW ihre gesetzliche Grundlage erfuhren.
Der eingerichtete Planungsausschuss entwickelte zunächst jedes Jahr einen „Rahmenplan“, in dem die einzelnen Fördergebiete und Fördermaßnahmen festgelegt wurden. Die heutigen Rahmenpläne sind langfristiger ausgerichtet und haben üblicherweise eine Laufzeit von drei bis fünf Jahren.

### Förderziel
Ziel der Gemeinschaftsaufgabe ist es, Investitionen in den einzelnen Regionen zu fördern, um zusätzliches Einkommen innerhalb der Region zu generieren und die strukturschwachen Regionen an die allgemeine Wirtschaftsstruktur heranzuführen.
Die Förderung richtet sich neben Gemeinden und Gemeindeverbänden sowohl an bestehende Unternehmen wie auch an Existenzgründer der gewerblichen Wirtschaft. Förderfähig sind unter anderem Industrie- und Gewerbegelände, Gewerbezentren, touristische Infrastruktureinrichtungen, Bildungs-, aber auch Forschungseinrichtungen. Ebenfalls gefördert werden nichtinvestive Maßnahmen zur Verbesserung der Wettbewerbsfähigkeit von Unternehmen sowie zur regionalen Zusammenarbeit etwa im Rahmen von Regionalmanagements oder Innovationsclustern.
Ausgeschlossen sind Land- und Forstwirtschaft, Fischerei, Bergbau sowie die Energie- und Wasserversorgung. Der Einzelhandel, Krankenhäuser und Kliniken, das Transport- und Lagergewerbe sowie die Bauindustrie sind ebenso von der GRW-Förderung ausgenommen. Das Gleiche gilt für freiberuflich Tätige.

### Fördergebiet
Die heutige Einteilung der Fördergebiete hat ihren Ursprung im „zentralen Orteprogramm“ des Jahres 1959. In diesem wurde erstmals die Wirtschaftsförderung als räumlich und punktuell geordnete Förderung nach Schwerpunkten vorgenommen. 
Mit dem 1. Januar 2022 trat eine neue Einteilung der Förderungsgebiete in Kraft. Sie gilt bis 2027. In diesem Zeitraum wird der Bund jeweils mehr als 635 Mio. Euro für das Programm bereitstellen.
Die Einteilung zu einer Kategorie erfolgt auf Ebene der Landkreise. Allerdings kann zu Unterschieden kommen: So sind manche Unternehmen und Kommunen etwa in Kategorie C, während Unternehmen, die zwar im gleichen Landkreis ansässig sind, nur Anspruch auf die Bezuschussung im Rahmen von Kategorie D haben. Ausgangspunkt für die Ermittlung der wirtschaftlichen Aktivität und Standortbedingungen im Raum sind sogenannte Arbeitsmarktregionen. Ausschlaggebende Faktoren sind die regionale Produktivität (Bruttoinlandsprodukt je Erwerbstätigen), die Anzahl der Beschäftigten und neben der Entwicklung der Zahl an Erwerbsfähigen auch die Infrastruktur vor Ort.

#### GRW-Fördergebiete 2022
Ab Anfang 2022 wurden die GRW-Fördergebiete neu definiert. Das deutsche Regionalfördergebiet wurde um neue D-Fördergebiete ergänzt. Rund 30 Kommunen mehr können künftig die Unterstützung durch die GRW beantragen.
- Bayern: Landkreis Kronach
- Hessen: Odenwaldkreis
- Niedersachsen: Landkreise Rotenburg (Wümme), Wesermarsch, Ammerland, Cloppenburg, Osnabrück, kreisfreie Stadt Osnabrück
- Nordrhein-Westfalen: Kreis Paderborn, Hochsauerlandkreis, Märkischer Kreis, Oberbergischer Kreis, Kreise Kleve, Viersen, Düren und Euskirchen
- Rheinland-Pfalz: Landkreise Ahrweiler, Altenkirchen, Bernkastel-Wittlich, Vulkaneifel, Kusel, Kaiserslautern, der Rhein-Hunsrück-Kreis, Pirmasens, kreisfreie Städte Worms, Trier, Zweibrücken sowie Teile des Donnersbergkreises.
- Saarland: Saarpfalzkreis, Landkreise Merzig-Wadern und St. Wendel
- Schleswig-Holstein: Kreis Pinneberg

### Förderinstrumente
Die Förderung kann in der Gewährung von Zuschüssen, Darlehen und Bürgschaften bestehen.
Dabei muss das Investitionsvorhaben ein Mindestvolumen von 10.000 Euro betragen und in maximal 36 Monaten abgewickelt werden. Eine weitere Bedingung ist, dass die Arbeitsplätze um bis zu 10 % erhöht werden. Die Zahl der Arbeitsplätze darf sich für eine Dauer von 5 Jahren nach Abschluss der Förderung nicht verringern.

### Förderhöhe
Die Förderung erfolgt noch heute in unterschiedlicher Höhe, aufgeteilt nach Wichtigkeit der sogenannten Schwerpunktorte (wobei ein Schwerpunktort auch eine Region umfassen kann). Die einzelnen Fördersätze der GRW-Förderung wurden mit jeder Anpassung neu definiert.
|                                                  | C-Förderungsgebiet | D-Förderungsgebiet                                                                        |
| Betriebsstätten von kleinen Unternehmen          | 30 %               | 20 %                                                                                      |
| Betriebsstätten von mittleren Unternehmen        | 20 %               | 10 %                                                                                      |
| sonstige Betriebsstätten (und große Unternehmen) | 10 %               | Maximal 200.000 Euro innerhalb von drei Steuerjahren ab dem Zeitpunkt der ersten Beihilfe |

Dabei werden Unternehmen im Rahmen der GRW-Förderung dann in der Kategorie „kleine Unternehmen“ eingestuft, wenn sie weniger als 50 Personen beschäftigen und der Jahresumsatz oder die Jahresbilanzsumme höchstens 10 Mio. € entspricht.
Mittlere Unternehmen haben dann Anspruch auf die GRW-Förderung, wenn sie weniger als 250 Personen beschäftigen. Der Jahresumsatz darf bei höchstens 50 Mio. € liegen oder die Jahresbilanzsumme sich auf höchstens 43 Mio. € belaufen.
Neben den festen Regelsätzen gibt es aber immer auch Maßnahmen, die aktuelle äußere Umstände mitbedenken und die Kommunen dabei unterstützen aktuelle Herausforderungen zu lösen. Eine entscheidende Neuerung kam mit der Änderung der GRW-Förderung 2022 hinzu: So spiegelt sich der Fokus der Bundesregierung und die gesellschaftliche Notwendigkeit des Klimaschutzes insofern in dem Programm wider, dass Investitionen in Klimaschutz, Energieeinsparung und Energieeffizienz mit bis zu 45 % bezuschusst werden. Die Zahlungen sind dabei unabhängig von der Größe des Unternehmens. Bei Maßnahmen zum Ausbau der Infrastruktur können unter bestimmten Voraussetzungen bis zu 95 % der förderfähigen Kosten durch die GRW-Förderung übernommen werden.

## Zonenrandförderung
Als „Zonenrandgebiet“ wurden alle Gebiete entlang der ehemaligen Grenze zur DDR und zur Tschechoslowakei bezeichnet. Diese Gebiete wurden innerhalb eines gemeindescharf abgegrenzten Streifens mit einer Breite von 40 Kilometern entlang der ehemaligen Grenze zur DDR grundsätzlich mit der höchsten Förderstufe (A) gefördert. Hierdurch sollte ein Abwandern der Bevölkerung in die industrialisierten Gebiete Westdeutschlands verhindert werden.
Insgesamt war es möglich, innerhalb der Zonenrandförderung auf einmalige Förderungen von rund 55 Prozent der gesamten Investition zu kommen und des Weiteren Dauersubventionen in Höhe von bis zu 25 Prozent zu erhalten.

## Europäische Union
Die GRW wurde mit den Förderprogrammen der Europäischen Union (EU) harmonisiert. Den Mitgliedsländern verbleibt die Ausgestaltung und Durchführung der Förderprogramme, die aber im Rahmen der von der Kommission gesetzten Vorschriften verbleiben müssen und im Einzelfall zu einer deutlich erhöhten Förderung führen können.
In den am 19. April 2021 von der Europäischen Kommission beschlossenen Regionalbeihilfeleitlinien geht hervor, dass Deutschland C-Fördergebiete im Umfang von 18,1 % seiner Bevölkerung ausweisen darf. Die Bestimmungen der EU sind eine Grundlage für die Einteilung der GRW Fördergebiete.